# DEF CON
DEF CON és una convenció anual sobre seguretat informàtica i una de les més antigues sobre aquest tema. Se celebra l'última setmana de juliol o la primera d'agost als Estats Units a la ciutat de Las Vegas. S'hi presenta maquinari i programari nou, s'organitzen conferències i concursos de «hackeig esportiu»…
El furoner Jeff Moss, amb altres, la va fundar el 1993, igualment com la conferència intinerant Black Hat. El nom prové de l'argot militar americà def con per a defense condition («condició de defensa»). La primera trobada es va fer a Las Vegas, el juny de 1993. La majoria dels assistents són professionals de la seguretat informàtica, advocats, pirates informàtics i furoners. Des d'una conferència de friquis va evolucionar i el 2000 ja va comptar amb la participació d'organismes governementals com l'Agència Central d'Intel·ligència (CIA) o l'Agència de Seguretat Nacional (NSA) i companyies ben establertes com Dell i Symantec. Des de 2012, la participació d'aquestes agències va ser subjecte de polèmica quan l'afer Snowden va palesar que el govern estatunidenc feia servir programari de vigilància massiva.
Altres conferències semblants són Chaos Communication Congress cada any al final de desembre.